# 胡鉴 (解放军开国大校)
胡鉴（1916年—1968年2月26日）。四川宣汉县人。中国人民解放军开国大校。

## 生平
1932年参加游击队。1933年1月参加中国工农红军红四方面军。1933年6月加入中国共产党。历任战士、班长、连副指导员、营副教导员，大队长。1937年4月随红西路军左支队进入新疆。
1937年在迪化任新兵营（即红军左支队）第四大队（炮兵大队）政委。1938年春调任蒲犁县(今塔什库尔干塔吉克自治县）任边卡大队队长兼边界委员会委员。1942年9月17日，新疆省主席盛世才把中共在疆人员全部逮捕入狱。
1946年国共谈判，与所有在新疆被羁押的共产党人员出狱回到延安。调任大连坦克学校教育长，摩托学校政委、第四野战军特种兵司令部装甲车团团长。
1949年7月28日，奉中央军委命令，率该团550人、装甲车45辆、汽车37辆，组成“战车团”，调归第一野战军，7月31日从天津出发，铁路输送8月21日到西安。9月3日进驻兰州。加强1个步兵营，20辆装甲车、6门山炮组成快速纵队，在第三军指挥下闪击抢占玉门油田。9月14日渡黄河北上，9月25日进驻老君庙。随后作为王震的第一兵团先锋进军新疆，10月8日从玉门出发，10月13日进驻哈密，震慑驻哈密的国民党第178旅叛乱企图。10月16日解放军第5师一部空运至哈密接管防务。10月17日战车团从哈密出发，1949年10月20日进驻迪化市，开始市区武装巡逻，结束了历史82天行程8782华里的摩托化进军大西北任务。沿途抢修车辆170多台次，中小修车辆67台次，抢救翻车7台次，补胎打气820余次，80余辆车驶抵迪化。进军途中，战车团44人入党、50人立大功、73人立两次小功、90人立一次小功。涌现出2个战斗功臣车、2个保养模范车、3个进军模范车。在第一兵团庆祝解放大西北的庆功会上，王震司令员授予战车团“开路先锋”锦旗。战车团接受了新疆起义的国民党装甲车队，改编为新疆军区军政干校装甲车团，任副校长。1950年4月任北疆剿匪指挥部参谋长，战车以连为单位分散编给各剿匪分队。1950年9月率261任调离新疆，组建军委装甲兵第一坦克编练基地任司令员。留在新疆的战车团于1952年1月编入新疆军区警卫团。后任第三坦克学校校长，军委装甲兵司令部副参谋长。1964年8月装甲兵大比武，主持比武领导委员会。1978年由军委装甲兵党委平反昭雪并追认为革命烈士。